# Cori Bush

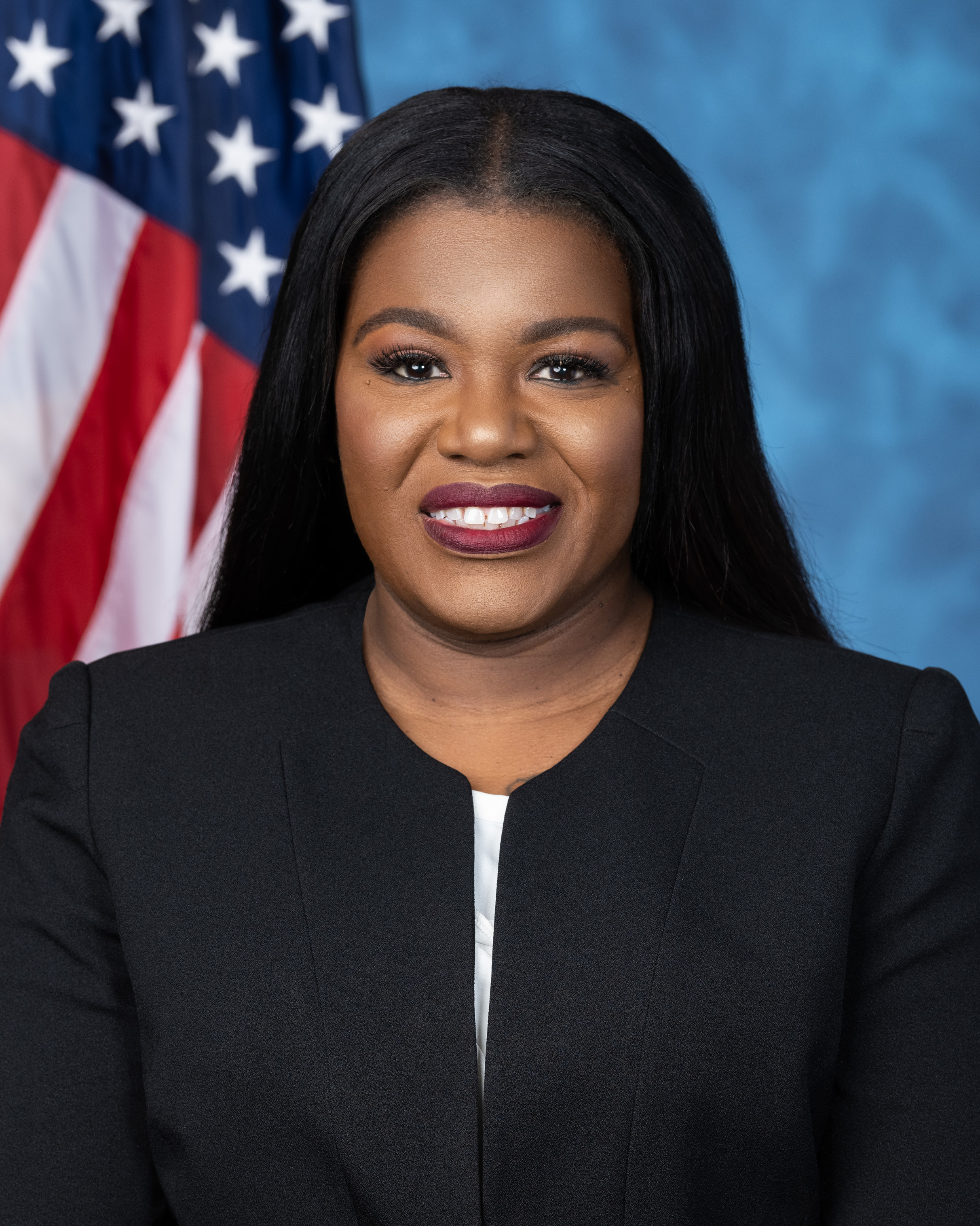
Cori Bush (2021)

Cori Anika Bush (* 21. Juli 1976 in St. Louis, Missouri) ist eine US-amerikanische Politikerin der Demokratischen Partei, Krankenschwester und Aktivistin. Seit 2021 vertritt sie den ersten Distrikt des Bundesstaats Missouri im Repräsentantenhaus der Vereinigten Staaten. Sie ist die erste Afroamerikanerin, die für Missouri ins Repräsentantenhaus gewählt wurde. Bush ist Teil der linken Gruppe The Squad. Die Netflix-Dokumentation  Knock Down the House (2019) beschäftigt sich mit Cori Bush und drei weiteren Politikerinnen der Demokratischen Partei.
Sie verlor zur Kongresswahl 2024 bereits die parteiinterne Vorwahl.

## Privatleben
Bush wuchs in ihrer Geburtsstadt St. Louis auf. Sie besuchte städtische Privatschulen und graduierte an der Cardinal Ritter College Prep High School. Nachdem sie ein Jahr an der Harris–Stowe State University studiert hatte, machte sie an der Lutheran School of Nursing eine akademische Ausbildung zur Krankenschwester mit Abschluss als Registered Nurse Diploma (eingetragene Diplom-Krankenpflegerin).
Bush lebt in St. Louis. Sie ist alleinerziehende Mutter zweier Kinder. Als ihre Kinder noch sehr klein waren, war sie zeitweise obdachlos.

## Politische Laufbahn

### Anfänge
Ihr Interesse für Politik erwachte bei den Unruhen in Ferguson 2014, wo sie als Triage-Krankenschwester und Organisatorin arbeitete. Sie berichtete, dass sie von einem Polizeibeamten geschlagen worden sei, wurde aber nicht verhaftet.
Bush kandidierte 2016 als Senatorin für Missouri im US-Senat und war bei den Vorwahlen der Demokraten die Kandidatin mit den zweitmeisten Stimmen, hinter Missouris Secretary of State Jason Kander, der bei der Wahl knapp gegen den amtierenden republikanischen Senator Roy Blunt verlor.

### Wahl zum US-Repräsentantenhaus 2018
Bei der Zwischenwahl zum Repräsentantenhaus 2018 trat Bush in der Vorwahl der Demokraten gegen den damaligen demokratischen Abgeordneten William Lacy Clay im ersten Kongresswahlbezirk an. Sie wurde als rebellische Kandidatin bezeichnet und von den PACs Brand New Congress und Justice Democrats unterstützt. Clay gewann mit 56,7 % der Stimmen, Bush erhielt 36,9 %. Im selben Jahr entstand die Netflix-Dokumentation Knock down the House, die vier Quereinsteigerinnen im US-Wahlkampf begleitet, darunter Cori Bush und Alexandria Ocasio-Cortez, die sich bei der Vorwahl 2018 gegen einen etablierten demokratischen Abgeordneten durchsetzen konnte.

### Wahl zum US-Repräsentantenhaus 2020
2020 kündigte Bush an, dass sie bei der Wahl zum Repräsentantenhaus 2020 erneut gegen Clay kandidieren werde.
Progressive Organisationen wie die Justice Democrats, das Sunrise Movement und Brand New Congress befürworteten ihre Kandidatur, und auch Persönlichkeiten wie Senator Bernie Sanders, Jamaal Bowman, Nina Turner, Bürgerrechtlerin Angela Davis, Paula Jean Swearengin und Schauspielerin Michelle Forbes sprachen sich für Bush aus. Bushs Sieg gegen Clay in der Vorwahl galt weithin als erstaunlicher Überraschungserfolg und beendete die 52-jährige Dynastie der Clays: Von 1969 bis 2001 vertrat William Lacy Clays Vater Bill Clay den 1. Kongresswahlbezirk von Missouri im Repräsentantenhaus, 2001 fiel sein Mandat an William Lacy Clay. Der Kongresswahlbezirk bzw. seine Vorläufer haben seit 1909 bis auf 17 Monate immer demokratisch gewählt, seit 1911 durchgängig. Seit den späten 1940er-Jahren hat dort kein Republikaner mehr als 40 % der Stimmen erhalten. Bei der Wahl zum Repräsentantenhaus setzte sich Cori Bush durch und trat ihr Amt am 3. Januar 2021 an.

### Wahl zum US-Repräsentantenhaus 2022
Die Primary (Vorwahl) ihrer Partei am 2. August für die Wahlen 2022 konnte sie mit über 69 % klar gewinnen. Sie trat dadurch am 8. November 2022 gegen Andrew Jones Jr.  von der Republikanischen Partei, sowie George Zsidisin von der Libertarian Party an und setzte sich dabei mit 72,9 % der Stimmen durch.

### Wahl zum US-Repräsentantenhaus 2024
Sie unterlag bei der Wahl 2024 in der Vorwahl am 6. August 2024  dem Staatsanwalt Wesley Bell. Bushs kritische Haltung zum Krieg in Gaza und Israel und ihr Aufruf zu Waffenstillstandsverhandlungen kurz nach dem Terrorangriff der Hamas auf Israel hatte das Pro-Israel-PAC United Democracy Project des American Israel Public Affairs Committee veranlasst etwa 9 Millionen Dollar für Wahlspots gegen Bush auszugeben. Der Vorwahlkamp zwischen Bush und Bell wurde dadurch zu einem der teuersten Vorwahlkämpfe in den Wahlen zum Repräsentantenhaus 2024. Sie unterlag Bell schließlich 51,2 % zu 45,6 %.

### Ausschüsse
Bush ist aktuell Mitglied in folgenden Ausschüssen des Repräsentantenhauses:
- Committee on Oversight and Accountability
  - Economic Growth, Energy Policy, and Regulatory Affairs
  - National Security, the Border, and Foreign Affairs
- Committee on the Judiciary
  - Crime and Federal Government Surveillance
  - The Constitution and Limited Government

### Positionen
Bush ist eine progressive Demokratin und unterstützt u. a. Strafrechts- und Polizeireformen, Abtreibungsrechte, Medicare for All (die Einführung einer allgemeinen Krankenversicherung), einen höheren Mindestlohn, den gebührenfreien Besuch von State Colleges und Trade Schools sowie den Erlass von Studentenkrediten. Sie ist Mitglied der Democratic Socialists of America, die auch ihre Kandidatur befürworteten. Bush ist eine Unterstützerin der umstrittenen israelkritischen  Kampagne Boycott, Divestment and Sanctions (BDS).
Während des Wahlkampfs trat Bush dafür ein, dem amerikanischen Militär die Finanzierung zu entziehen. Nachdem sie deswegen u. a. von Kevin McCarthy und Donald Trump Jr. kritisiert worden war, erklärte sie, dass sie die Umverteilung von Mitteln des Verteidigungshaushaltes für das Gesundheitswesen und für wirtschaftlich schwache Kommunen unterstütze.

## Auszeichnungen und Ehrungen
Bush wurde 2015 mit dem „Women of Courage Award“ der Emmett Till Legacy Foundation, 2016 mit dem „Power 100 Award“ des Delux Magazine und 2018 mit dem Community Activist Award der Missouri Association of Black Ministers ausgezeichnet. Das Gazelle Magazine nahm sie in seine Liste der „Top 50 Women of St. Louis“ auf. Die St. Louis Coalition of Human Rights ehrte sie 2017 als ein „Unsung Human Rights Hero“.